# Powell Hill
Powell Hill är en kulle i Antarktis. Den ligger i Östantarktis. Nya Zeeland gör anspråk på området. Toppen på Powell Hill är 1 025 meter över havet, eller 192 meter över den omgivande terrängen. Bredden vid basen är 3,7 km.
Terrängen runt Powell Hill är huvudsakligen kuperad, men norrut är den bergig. Trakten är obefolkad. Det finns inga samhällen i närheten. 